# Attacco al volo El Al 432
Il volo El Al 432, un Boeing 720-058B, venne attaccato da una squadra di quattro militanti palestinesi armati, membri dell'organizzazione militante palestinese Fronte Popolare per la Liberazione della Palestina, mentre si preparava al decollo all'aeroporto internazionale di Zurigo a Kloten il 18 febbraio 1969. L'aereo era in viaggio da Amsterdam a Tel Aviv con scalo a Zurigo.
Molti membri dell'equipaggio rimasero feriti durante l'attacco e uno in seguito morì per le ferite riportate. L'aereo venne gravemente danneggiato. Si riuscì ad evitare un disastro più grave grazie a Mordechai Rahamim, agente della sicurezza israeliana sotto copertura di stanza sull'aereo, che aprì il fuoco contro gli aggressori e uccise il capo dei terroristi. I tre aggressori sopravvissuti vennero arrestati e processati dalle autorità svizzere, giudicati colpevoli e condannati a pene detentive, mentre Rahamim venne assolto.

## L'attacco
La cellula terroristica tese un'imboscata all'aereo che si stava preparando al decollo all'aeroporto internazionale di Zurigo. L'aereo aveva a bordo 17 passeggeri e 11 membri dell'equipaggio. Scendendo da un veicolo parcheggiato vicino a un hangar, due terroristi aprirono il fuoco con fucili d'assalto AK-47, due granate incendiarie e dinamite che non esplose. La cabina di pilotaggio e la fusoliera vennero colpite, ferendo gravemente diverse persone tra cui il co-pilota Yoram Peres, che morì per le ferite un mese dopo. La guardia di sicurezza dell'aereo Mordechai Rahamim, ex soldato 22enne dell'unità delle forze speciali d'élite israeliane Sayeret Matkal, corse alla cabina di pilotaggio e sparò agli aggressori dal finestrino con la sua pistola Beretta .22, poi saltò fuori dall'aereo attraverso la porta scorrevole di emergenza posteriore e continuò la sparatoria con gli aggressori. Durante la sparatoria, Rahamim uccise il capo della squadra e la sparatoria si concluse quando le forze di sicurezza svizzere arrivarono sulla scena. Rahamim aiutò le autorità svizzere a fermare gli aggressori, venendo poi lui stesso arrestato e la sua arma confiscata.

## Conseguenze
Il danno all'aereo venne stimato in 100.000 dollari statunitensi dell'epoca.
Rahamim venne arrestato dalla polizia svizzera, così come i membri della cellula terroristica. Si scoprì che i terroristi trasportavano molte armi ed esplosivi, nonché volantini in tedesco che avrebbero dovuto essere utilizzati per spiegare gli obiettivi dell'operazione al popolo svizzero, confrontandola con le operazioni di Guglielmo Tell. Durante un'indagine emerse che i terroristi erano arrivati in Svizzera da Damasco e che le armi e gli esplosivi erano stati portati in Svizzera tramite posta diplomatica di un paese arabo.
Durante l'interrogatorio Mordechai Rahamim ammise di aver lavorato per i servizi di sicurezza israeliani. Dopo un mese di arresto venne rilasciato su cauzione fino all'inizio del processo. Rahamim tornò in Israele.

### Il processo
Il 27 novembre 1969, a Winterthur, in Svizzera, iniziò il processo a Rahamim e ai tre terroristi, Mohamed Abu Al-Haija, Ibrahim Tawfik Youssef e Amina Dahbour. Lo stato di Israele inviò in Svizzera il procuratore di stato Gabriel Bach per gestire la difesa di Rahamim. Un atto d'accusa venne presentato contro i tre terroristi, includendovi l'omicidio deliberato di una persona. L'atto di accusa contro Rahamim comprendeva due sezioni: omicidio deliberato di una persona a causa di una grave eccitazione avvenuta a seguito di circostanze che giustificavano l'eccitazione e azione illegale per conto di un Paese straniero.
Durante il processo Israele fu costretta ad ammettere per la prima volta che il personale di sicurezza accompagnava i voli israeliani, per evitare dirottamenti (come quello del volo El Al 426, avvenuto un anno prima) e atti terroristici.
Il 23 dicembre 1969 il processo finì: Rahamim venne assolto e i tre terroristi vennero condannati a dodici anni di reclusione ed ai lavori forzati. Furono rilasciati un anno dopo, nel settembre 1970, in seguito ai dirottamenti di Dawson's Field da parte dei membri di un'organizzazione terroristica palestinese che chiedeva il rilascio dei terroristi imprigionati.